# Maria Gargani
Maria Gargani (* 23. Dezember 1892 in Avellino; † 23. Mai 1973 in Neapel) war eine italienische römisch-katholische Ordensfrau und Gründerin der Kongregation der Suore Apostole del Sacro Cuore. In der katholischen Kirche wird sie als Selige verehrt.

## Leben

### Kindheit und Ausbildung
Maria Gargani wurde am 23. Dezember 1892 in dem Dorf Morra Irpina (heute Morra De Sanctis) in der Provinz Avellino geboren. Sie war das achte und letzte Kind des Grundschullehrers Rocco Gargani und von Angiolina De Paola. Sie erhielt eine christliche Erziehung in der Familie, besonders durch ihren Vater und ihre Schwestern, die ebenfalls Lehrerinnen waren. Ihr religiöser Vater sorgte dafür, dass sie im Glauben erzogen wurde: Er lehrte seine Kinder die täglichen Gebete und motivierte sie, den Katechismus auswendig zu lernen.
Ab der vierten Klasse setzte Maria ihre schulische Ausbildung in der Provinzstadt Avellino fort. Dort besuchte sie als Gast ihres Onkels Alfonso zusammen mit ihrem Bruder Francesco das Gymnasium Convitto Nazionale.
Im Jahr 1913 erlangte sie ihr Lehrerinnendiplom. Noch im selben Jahr erhielt sie nach bestandenem Staatsexamen eine Stelle als Lehrerin in San Marco la Catola in der Provinz Foggia, wo ihre Schwester Antonietta und ihr Schwager lebten. Dort schloss sie sich der Gebetsgruppe Mistica Betania an, die sich im Kapuzinerkloster unter der Leitung von Pater Agostino und Pater Benedetto von San Marco in Lamis traf.

### Auf der Suche nach ihrer Berufung
Im Jahr 1915 wurde Pater Agostino als Militärseelsorger in den Krieg gerufen. Bevor er jedoch abreiste, vertraute er Maria der geistlichen Führung eines seiner Assistenten an: der junge Pater Pio von Pietrelcina. Nachdem der Kontakt zunächst nur per Briefe stattfand, trafen sie sich erstmals Mitte April 1918 persönlich, als Pater Pio das Kloster San Marco La Catola besuchte.
1913 war Maria in den Säkularorden der Franziskaner eingetreten; später wurde sie auch Mitglied der Katholischen Aktion. Auf Anraten ihrer geistlichen Begleiter unternahm sie verschiedene apostolische Aktivitäten unter den Kindern und Jugendlichen des Dorfes. Sie versammelte sie in einem Raum, den sie selbst gemietet hatte, und benutzte für ihren Katechismusunterricht auch einen Diaprojektor, den sie mit ihren Ersparnissen gekauft hatte. Diese Maßnahme stand zwar nicht im Widerspruch zu ihrer Arbeit in der Schule, führte aber zu zahlreichen Konflikten mit den anderen Lehrern und ihren Vorgesetzten.
Auch viele kranke Menschen wurden von ihr betreut. Zwei von ihnen, Lucia und Rosinella, wurden von ihr bei den elementarsten hygienischen Bedürfnissen unterstützt. Die erste war blind und lebte verwahrlost im Armenhaus, die zweite litt an deformierender Arthritis. Als Maria bemerkte, dass sie noch Gefühl in den Fingern hatte, brachte sie ihr bei, Papierblumen zu basteln, damit sie ihren Lebensunterhalt verdienen konnte.
Allmählich wurde Maria bewusst, dass sie ihr Leben Gott in einem religiösen Institut weihen sollte. Sie war sich jedoch nicht sicher, ob sie in das Institut der Mägde vom Heiligsten Herzen Jesu eintreten sollte, was Pater Agostino befürwortete, oder ob sie den Birgittinnen beitreten sollte, wie Pater Benedetto empfahl. Was Pater Pio betrifft, so gab er ihr anfangs keine genauen Anweisungen, obwohl er einer Meinung mit Pater Benedetto zu sein schien. 
In der Zwischenzeit, im Jahr 1928, wurde sie nach Volturara Appula in der Provinz Foggia und der Diözese Lucera-Troia versetzt. Am 19. März 1935 schloss sie sich dem Diözesanwerk Herz Jesu für Priesterberufe an, um die Seminaristen von Lucera, insbesondere die mittellosen, finanziell und anderweitig zu unterstützen. Ihre Initiativen fanden die Anerkennung des Bischofs von Lucera, Monsignore Giuseppe Di Girolamo, der sie bat, sie auch in den anderen Städten der Diözese zu starten.
In der zweiten Hälfte des Jahres 1933, als Maria immer unschlüssiger über ihre Berufung wurde, beschloss sie, eine Novene zur Muttergottes zu beten. Am Ende der Novene, als sie in der Hauptkirche von Volturara vor dem Allerheiligsten kniete, verstand sie schließlich den Ruf Gottes, eine neue Ordensgemeinschaft zu gründen, um ihr Apostolat fortsetzen zu können.
Sie sprach mit Pater Pio über ihre Absichten. Dieser bestätigte sie darin und empfahl ihr, mit dem Bischof darüber zu sprechen.
Am 11. Februar 1936 erließ Monsignore Di Girolamo ein Dekret, das die Errichtung der Frommen Vereinigung der Suore Apostole del Cuore Eucaristico di Gesù (Apostolische Schwestern vom eucharistischen Herzen Jesu) genehmigte. Einen Monat später, am 21. April, zog die junge Gemeinschaft in das ehemalige Kloster Santa Maria della Sanità in Volturara Appula ein.

### Die Entwicklung der neuen Ordensgemeinschaft
Zwischen 1936 und 1944 definierte Maria als Gründerin die Ziele der neuen Ordensfamilie: Apostolat in den Pfarreien, katechetischer Unterricht der Gläubigen, Einrichtung von Kindergärten und Berufsschulen für Mädchen. Im Jahr 1938 wurde ein zweites Haus in San Marco la Catola eröffnet. 
1945 verlegte Maria mit Zustimmung des Bischofs von Lucera und des Erzbischofs von Neapel, Kardinal Alessio Ascalesi, das Mutterhaus von Volturara Appula nach Neapel, um mehr junge Mädchen erreichen und so weitere Berufungen fördern zu können. Am 18. April desselben Jahres legten Maria und einige ihrer Gefährtinnen die Ordensprofess ab: So änderte Maria ihren Namen in Schwester Maria Crocifissa del Divino Amore. Am 28. Oktober wurde das neue Mutterhaus in der Via Nuova San Rocco di Capodimonte 12 offiziell eröffnet.
Schwester Maria Crocifissa konnte wegen ihrer Leitungsaufgaben nicht mehr so oft nach San Giovanni Rotondo reisen, wo Pater Pio im Kappuziner-Konvent lebte. Auch ihm selbst fiel es immer schwerer, alle seine geistlichen Kindern weiter zu begleiten, da immer mehr Gläubige zu ihm kahmen und ihn um sein Gebet und seinen Rat baten.
Am 21. Juli 1951 lernte Maria in der Basilika Unserer Lieben Frau vom Rosenkranz in Pompeij einen jungen Priester kennen: Pater Antonio Fanucci, den Spirituale des Priesterseminars in Gubbio. Von da an war er ihr geistlicher Begleiter, der sie in Briefkorrespondenz und in persönlichen Treffen begleitete.
In der Zwischenzeit schritt die kirchliche Anerkennung der Schwestergemeinschaft voran. Am 20. Juni 1956 erhob Monsignore Marcello Mimmi, Erzbischof von Neapel, die Fromme Vereinigung zur Ordensgemeinschaft nach diözesanem Recht. Gleichzeitig wurde der Name der Gemeinschaft in Suore Apostole del Sacro Cuore (Apostolische Schwestern vom heiligen Herzen) geändert.
Einen Monat später konnte Mutter Maria Crocifissa, die ihre Lehrtätigkeit aufgegeben hatte, die ewigen Gelübde ablegen. Die päpstliche Anerkennung durch den Heiligen Stuhl erfolgte am 12. März 1963. 
Es folgten zahlreiche weitere Gründungen in Kampanien, Apulien, Molise, Latium und Sizilien.

### Ihre letzten Jahre und ihr Tod
Die Arbeit der Ordensleitung lenkte Mutter Maria Crocifissa del Divino Amore nicht davon ab, das geistliche Leben zu pflegen und besonders das heiligste Herz Jesu und seine Barmherzigkeit zu verehren.
In ihren späteren Jahren kniete sie regelmäßig an ihrem gewohnten Platz in der Kapelle des Mutterhauses und richtete ihren Blick im Gebet versunken auf den Tabernakel richtete.
Sie starb in ihrem Zimmer im Mutterhaus am 23. Mai 1973 im Alter von 81 Jahren. Ihr Leichnam, der zunächst auf dem neapolitanischen Friedhof Poggioreale beigesetzt wurde, wurde am 17. Mai 1992 in die Kapelle des Mutterhauses im Stadtteil Capodimonte überführt.

## Seligsprechung
Die ersten Schritte zur Seligsprechung von Mutter Maria Crocifissa del Divino Amore wurden 1985 auf Betreiben der damaligen Generaloberin, Mutter Laura De Biase, unternommen. Die Genehmigung der Bischofskonferenz von Kampanien ging am 6. September 1986 ein, während das Nihil obstat der Kongregation für die Selig- und Heiligsprechungsprozesse auf den 31. Mai 1988 datiert ist.
Am 12. September 1988 begann die diözesane Phase der Untersuchungen in Neapel. Sie endete am 16. Mai 2002 mit einer feierlichen Zeremonie unter dem Vorsitz von Kardinal Michele Giordano, Erzbischof von Neapel, in Anwesenheit der Bischöfe der Diözesen, aus denen die Dienerin Gottes stammte und in denen sie tätig war.
Die Untersuchung wurde ergänzt durch einen Prozess, der vom 27. Mai bis zum 5. September 1991 in der Diözese Lucera-Troia stattfand, um Zeugen aus San Marco La Catola und Volturara Appula zu hören. Das Dekret zur Bestätigung der diözesanen Untersuchung ist vom 21. März 2003.
Die erstellte Positio super virtutibus wurde 2013 den Mitgliedern der Kongregation für die Selig- und Heiligsprechungsprozesse zur Prüfung vorgelegt. Am 7. Juli 2017 genehmigte Papst Franziskus die Verkündigung des Dekrets, mit dem Mutter Maria zur Ehrwürdigen Dienerin Gottes erklärt wurde.
Als mögliches Wunder als Voraussetzung der Seligsprechung wurde der Fall von Michelina Formichella aus Torrecuso in der Provinz Benevento untersucht. Im Jahr 1975 litt die Frau an einem bösartigen Magentumor. Während ihres Krankenhausaufenthaltes betete Michelina Mutter Maria Crocifissa und nach einiger Zeit verschwand der Tumor, der inoperabel war, spurlos. Die Frau starb erst 2015 an einem Herzinfarkt.
Der diözesane Prozess über die Wunderheilung fand vom 16. Juli 1996 bis zum 7. April 1997 an der erzbischöflichen Kurie von Benevento statt. Die Akten des Prozesses wurden am 28. Oktober 2011 für gültig erklärt. Als Papst Franziskus am 26. Januar 2018 den Präfekten der Kongregation für die Selig- und Heiligsprechungsprozesse, Kardinal Angelo Amato, in Audienz empfing, wurde die Heilung als unerklärlich, vollständig und dauerhaft anerkannt und der Fürsprache von Mutter Maria Crocifissa zugeschrieben.
Die feierliche Seligsprechung fand am 2. Juni 2018 in der Kathedrale von Neapel unter dem Vorsitz von Kardinal Amato im Auftrag von Papst Franziskus statt.

## Gedenktag
Ihr Gedenktag in der Liturgie der Kirche ist der 23. Mai, ihr Todestag.